# IC 4039
IC 4039 ist eine linsenförmige Galaxie vom Hubble-Typ SAB0/a? im Sternbild Coma Berenices am Nordsternhimmel, die schätzungsweise 298 Millionen Lichtjahre von der Milchstraße entfernt ist.
Das Objekt wurde am 27. Januar 1904 von Max Wolf entdeckt.